# 오노 로쿠이치로

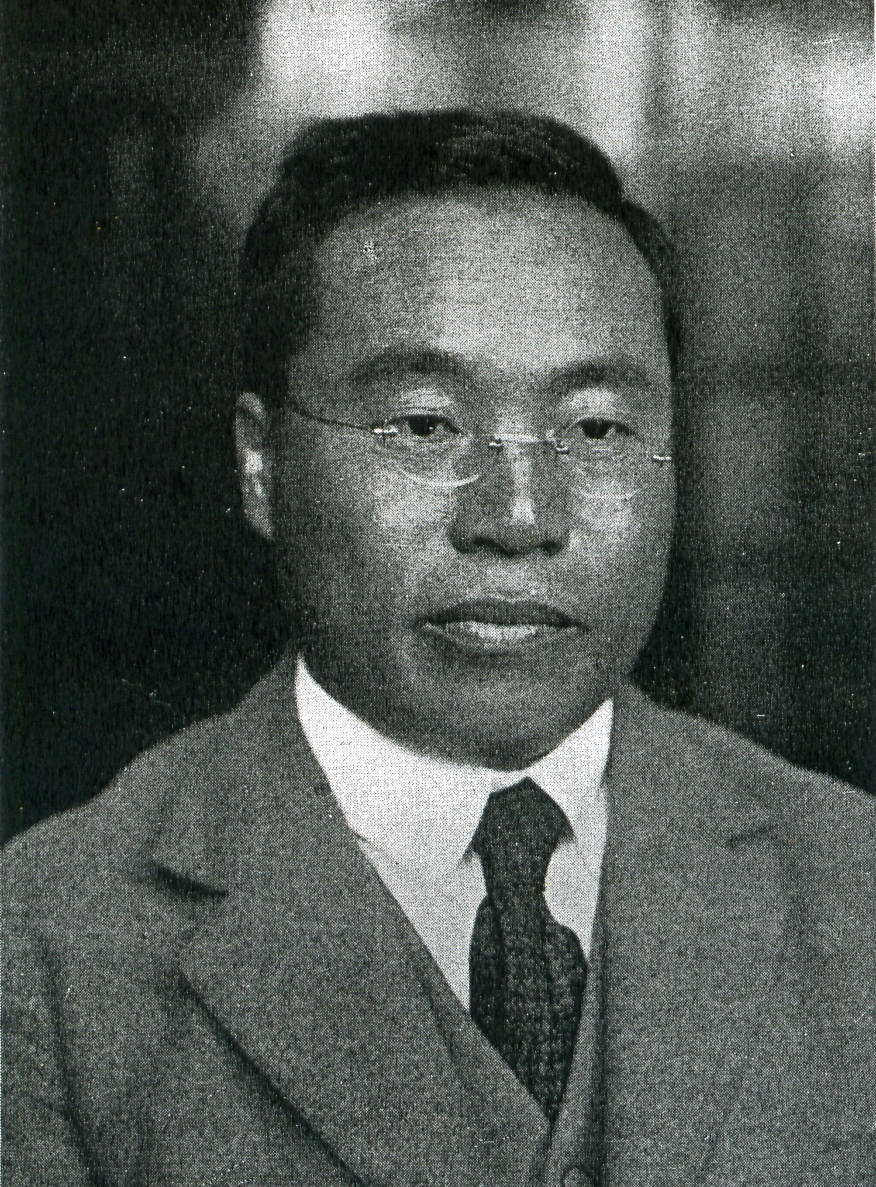
오노 로쿠이치로

오노 로쿠이치로(일본어: 大野緑一郎, 1887년 10월 1일 ~ 1985년 9월 2일)는 일본의 관료이자 변호사이다. 제37대 경시총감과 조선총독부 정무총감을 역임하였다. 제82대・제83대 내각총리대신 하시모토 류타로의 외조부이다.

## 생애
- 1887년 10월 1일 : 현재 사이타마현 사이타마시(옛 우라와 시)에서 오노 야스노스케(大野安之助)의 4남으로 태어남
- 1912년 7월 : 도쿄제국대학 법과대학(독일 법학) 졸업하고 내무성에 입성함
- 1914년 7월 : 아키타현 서무과장
- 1916년 11월 : 가가와현 권업과장
- 1926년 9월 : 도쿠시마현 지사
- 1927년 5월 : 기후현 지사
- 1928년 2월 : 사회국 사회부장 겸 중앙직업소개 사무국장
- 1931년 12월 : 내무성 지방국장
- 1932년 1월 : 경시총감
- 1936년 8월 : 조선총독부 정무총감
- 1942년 5월 : 귀족원 의원(1946년 3월)
- 1946년 9월 : 공직추방
- 1951년 8월 : 변호사 개업
- 1985년 9월 2일 : 사망

## 상훈
- 1940년 4월 29일 - 훈일등욱일대수장(勲一等旭日大綬章)